# 自由靈魂 (專輯)
《自由靈魂》為台灣歌手梁心頤發行第二張個人專輯。發行為杰威爾音樂。

## 曲目
1. Talking
2. 自由靈魂
3. Darling
4. Goodnight
5. 蘋果
6. 蛻變
7. 碎片
8. 骨頭
9. Gentleman
10. 不敢哭 - 緯來韓劇台《黃色復仇草》/東森戲劇台《逆轉千金》片尾曲
11. 舒適的牢籠
23. 靈魂自由